# Keegan Lowe
Keegan Lowe, född 29 mars 1993, är en kanadensisk-amerikansk professionell ishockeyspelare som är kontrakterad till Montreal Canadiens i National Hockey League (NHL) och spelar för deras primära samarbetspartner St. John's Icecaps i American Hockey League (AHL) Han har tidigare spelat på NHL-nivå för Carolina Hurricanes och på lägre nivåer för Charlotte Checkers i AHL och Edmonton Oil Kings i Western Hockey League (WHL).
Lowe draftades i tredje rundan i 2011 års draft av Carolina Hurricanes som 73:e spelare totalt.
Han är son till den före detta ishockeyspelaren Kevin Lowe, som vann fem Stanley Cup med dynastin Edmonton Oilers och en med New York Rangers.

## Statistik
| 2008–2009  | Shattuck St. Mary's U16 |            | 55  | 7  | 26 | 33 | 77  | —  | — | —  | —  | —  |
| 2009–2010  | Edmonton Oil Kings      | WHL        | 69  | 2  | 12 | 14 | 60  | —  | — | —  | —  | —  |
| 2010–2011  | Edmonton Oil Kings      | WHL        | 71  | 2  | 22 | 24 | 123 | 4  | 1 | 0  | 1  | 4  |
| 2011–2012  | Edmonton Oil Kings      | WHL        | 72  | 3  | 20 | 23 | 139 | 20 | 3 | 4  | 7  | 44 |
| 2012–2013  | Edmonton Oil Kings      | WHL        | 64  | 15 | 16 | 31 | 148 | 22 | 1 | 7  | 8  | 28 |
| 2013–2014  | Charlotte Checkers      | AHL        | 63  | 2  | 10 | 12 | 86  | —  | — | —  | —  | —  |
| 2014–2015  | Carolina Hurricanes     | NHL        | 2   | 0  | 0  | 0  | 10  | —  | — | —  | —  | —  |
|            | Charlotte Checkers      | AHL        | 58  | 2  | 9  | 11 | 106 | —  | — | —  | —  | —  |
| 2015–2016  | Charlotte Checkers      | AHL        | 67  | 3  | 11 | 14 | 75  | —  | — | —  | —  | —  |
| 2016–2017  | Charlotte Checkers      | AHL        | 49  | 3  | 9  | 12 | 53  | —  | — | —  | —  | —  |
| NHL totalt | NHL totalt              | NHL totalt | 2   | 0  | 0  | 0  | 10  | —  | — | —  | —  | —  |
| AHL totalt | AHL totalt              | AHL totalt | 237 | 10 | 39 | 49 | 320 | —  | — | —  | —  | —  |
| WHL totalt | WHL totalt              | WHL totalt | 276 | 22 | 70 | 92 | 470 | 46 | 5 | 11 | 16 | 76 |